# مارات زاکیروف
مارات زاکیروف (روسی: Марат Сагитович Закиров؛ زادهٔ ۸ نوامبر ۱۹۷۳) ورزشکار واترپلو اهل روسیه است.
وی در مسابقات کشوری و بین‌المللی در مجموع برندهٔ ۱ مدال طلا، ۱ مدال نقره، ۱ مدال برنز شده‌است.